# Khaleda Zia
Begum Khaleda Zia (bengali: খালেদা জিয়া|খালেদা জিয়া), född 15 augusti 1945 i Dinajpur, Bengalen, är en bangladeshisk politiker tillhörande Bangladeshs Nationalistparti och änka efter den mördade presidenten Ziaur Rahman. 1991-1996 var hon landets första kvinnliga premiärminister, en befattning som hon även innehade perioden 2001-2006. 
Det val som skulle ha hållits 2006 ställdes in av presidenten, efter oroligheter som höll på att störta landet i anarki. Först i december 2008 kunde val genomföras. Khaleda Zia förlorade då till sin huvudmotståndare Hasina Wajed.